# جيروم فرانك (أستاذ جامعي)
جيروم فرانك (بالإنجليزية: Jerome Frank)‏ هو عالم نفس وطبيب نفسي أمريكي، ولد في 30 مايو 1909، وتوفي في 14 مارس 2005.

## وصلات خارجية
- جيروم فرانك على موقع الموسوعة البريطانية (الإنجليزية)